# Søllerød Gold Diggers 2020
Questa voce raccoglie le informazioni riguardanti i Søllerød Gold Diggers nelle competizioni ufficiali della stagione 2020.

## Nationalligaen 2020

### Stagione regolare
| Nærum 8 agosto 2020, ore 15:00 1ª giornata | Søllerød Gold Diggers | 62 – 12 referto | AaB 89ers | Rundforbi Stadion |

| Gentofte 14 agosto 2020, ore 19:00 2ª giornata | Copenhagen Towers | 29 – 26 referto | Søllerød Gold Diggers | Gentofte Sportspark |

| Nærum 29 agosto 2020, ore 14:00 4ª giornata | Søllerød Gold Diggers | 56 – 0 referto | Aarhus Tigers | Rundforbi Stadion |

| Vejle 6 settembre 2020, ore 14:00 5ª giornata | Triangle Razorbacks | 26 – 40 referto | Søllerød Gold Diggers | Vejle Atletikstadion |

## Statistiche di squadra
| Competizione      | %Vittorie | In casa | In casa | In casa | In casa | In casa | In casa | In trasferta | In trasferta | In trasferta | In trasferta | In trasferta | In trasferta | Totale | Totale | Totale | Totale | Totale | Totale |
| Competizione      | %Vittorie | G       | V       | N       | P       | Pf      | Ps      | G            | V            | N            | P            | Pf           | Ps           | G      | V      | N      | P      | Pf     | Ps     |
| ----------------- | --------- | ------- | ------- | ------- | ------- | ------- | ------- | ------------ | ------------ | ------------ | ------------ | ------------ | ------------ | ------ | ------ | ------ | ------ | ------ | ------ |
| Stagione regolare | .750      | 3       | 2       | 0       | 0       | 118     | 12      | 2            | 1            | 0            | 1            | 66           | 55           | 4      | 3      | 0      | 1      | 184    | 67     |
| Totale            | .750      | 2       | 2       | 0       | 0       | 118     | 12      | 2            | 1            | 0            | 1            | 66           | 55           | 4      | 3      | 0      | 1      | 184    | 67     |